# El desprecio (telenovela de 2006)
El desprecio es una telenovela venezolana producida y transmitida por la cadena RCTV en el año 2006. Es una adaptación de la telenovela homónima El desprecio producida por la misma cadena entre los años 1991 y 1992. Original de Julio César Mármol y adaptada por Ana Carolina López. 
Está protagonizada por Flavia Gleske y Ricardo Álamo, y con la participación antagónica de Fedra López. Cuenta además con la actuación estelar del primer actor Eduardo Serrano.

## Sinopsis
Todo comienza cuando Clara Inés Santamaría (Flavia Gleske) descubre que forma parte de una acaudalada familia y toma la decisión de ir a la capital para buscar a sus parientes. En el camino, conoce a Raúl Velandró Lara-Portillo (Ricardo Álamo), integrante del clan familiar, quien le extenderá la mano y al lado de quien conocerá el amor.
Clara Inés no se imagina, sin embargo, el precio que deberá pagar para entrar en la familia Santamaría. Una encarnizada lucha la espera en un mundo en el cual sólo reina la ambición, el poder y el dinero.
Su principal enemiga será Pastora Lara-Portillo de Santamaría (Fedra López), madre de Raúl, quien hace más de veinte años orquestó infructuosamente la muerte de Clara Inés y ahora quiere hacerse con el control absoluto de la fortuna familiar, que actualmente está en manos de su esposo, Israel Santamaría (Eduardo Serrano); Pastora desea que la herencia pase a manos de su otro hijo, Edilio (Nacho Huett).
Con el solo fin de que su hijo Raúl y Clara Inés jamás unan sus vidas, Pastora manejará a su antojo todo el entorno, y Clara Inés se convertirá en el blanco de muchos ataques. No obstante, recibirá la ayuda necesaria para retomar su camino y cumplir su misión de venganza. En su alma se ha sembrado ya la semilla del desprecio, la cual florecerá como su mayor fortaleza para devolver, con la misma moneda, todo el daño que le causaron.

## Elenco
- Flavia Gleske - Clara Inés Santamaría / Clara Inés Albornoz
- Ricardo Álamo - Raúl Velandró Lara-Portillo
- Fedra López - Pastora Lara-Portillo de Santamaría / Ilis Lara-Portillo de Santamaría
- Eduardo Serrano - Israel Santamaría
- Nacho Huett - Edilio Velandró Lara-Portillo
- Paula Bevilacqua - Ludmila Álvarez de Velandró
- Deyalit López - Lucely Linares Santamaría
- Zhandra De Abreu - Elisa Salas
- Sandy Olivares - Manuel Jesús Malpica Santamaría
- Andrés Suárez - Gabriel Barón
- Mónica Spear (†) - Tamara Campos de Velandró
- Adolfo Cubas - Cirilo Santamaría
- Adita Riera - Octavia Santamaría
- Francis Rueda - Guillermina Albornoz (Sor Juana)
- Beatriz Vázquez - Elisenda Medina
- Leopoldo Regnault - Misael Velandró
- Alejo Felipe (†) - Baudilio Velandró
- Gonzalo Cubero - Ambrocio Cepeda
- Carlos Arreaza - Álvaro Munderey
- Rebeca Alemán - Berenice Santamaría
- Karelys Ollarves - Zaida Castellanos
- Oscar Cabrera - Crisanto "Cris" Maldonado
- Lady Dayana Núñez - Violeta Velandró
- Abril Schreiber - Gloriana Campos
- Sthuard Rodríguez - Fabio Linares
- Donny Ochoa - Peretico
- José Ángel Ávila - Giorgio
- Juan Carlos López - Fernando
- Alfonso Medina - Gonzalo
- César Bencid - Colimodio "Pereto" Peralta
- Gabriel Blanco - Gastón Maneiro
- Jesús Cervó - Tirzo
- Antonio Cuevas - Anastasio Barón
- Jeanette Flores - Estrella Peralta
- Willian Goite - Padre Atenor Oliviera
- Simón Gómez - Aquiles
- Lolimar Sánchez - Afrodita
- Oswaldo Mago - Humberto Martini
- Norma Matos - Maribel Martini
- Araceli Prieto - Brigida Albornoz
- José Romero - Gumersindo Vargas
- Freddy Salazar - Padre Potentá
- Priscila Izquierdo - Eva Linares
- Dorinay Castillo - Fátima Linares
- Marcos Campos - Nicolás Linares Santamaría
- Esperanza Magaz (†) - Sor Teresa
- Malena Alvarado (†)
- Violeta Alemán - Ella misma
- Alejandro Otero - Armando
- Francisco Mármol - Félix Malpica
- Mayra Africano - Diana
- Ángelo Gonsalves - Mauro Malpica
- Michelle Taurel - Silenia

## Temas musicales
- Demonios por: Jeremías - (Tema principal de Clara y Raúl)
- Dicen que la vieron sola por: Willy Chirino - (Tema de Tamara y Gabriel)
- Dame tu amor por: Mauricio y Palo de Agua - (Tema de Violeta y Crisanto)

## Otras versiones
- El desprecio: telenovela producida y transmitida por RCTV entre los años 1991 y 1992 protagonizada por Maricarmen Regueiro, Flavio Caballero, Carlos Márquez y Flor Núñez como Pastora Lara Portillo.